# Antiretroviralni lijek
Antiretroviralni lijek koristi se u liječenju HIV/AIDS-a u pokušaju kontrole HIV infekcije. Postoji nekoliko klasa antiretrovirusnih lijekova koji djeluju u različitim fazama životnog ciklusa HIV-a. Istovremena uporaba više lijekova koji djeluju na različite virusne mete poznata je kao visoko aktivna antiretrovirusna terapija (HAART). HAART smanjuje ukupno opterećenje pacijenta HIV-om, olakšava održavanje funkcije imunološkog sustava i sprječava oportunističke infekcije koje često dovode do smrti. HAART također sprječava prijenos HIV-a između serodiskordantnih istospolnih i suprotnospolnih partnera, sve dok HIV-pozitivni partner održava nemjerljivo virusno opterećenje.
Liječenje je toliko uspješno da je u mnogim dijelovima svijeta HIV postao kronična bolest čija je progresija u AIDS izuzetno rijetka. Anthony Fauci, voditelj američkog Nacionalnog instituta za alergije i zarazne bolesti, napisao je: "Sadašnjim kolektivnim i odlučnim djelovanjem i nepokolebljivom predanošću u nadolazećim godinama, generacija bez AIDS-a doista je nadohvat ruke." U istoj publikaciji, on napominje da je prema nekim procjenama samo u 2010. spašeno 700,000 života primjenom antiretrovirusne terapije. Kao što je drugi komentar u „The Lancetu” primijetio, "Umjesto da se bave akutnim i potencijalno opasnim po život komplikacijama, liječnici su sada suočeni s upravljanjem kronične bolesti za koju će, u nedostatku lijeka, biti potrebna desetljeća."
Američko ministarstvo zdravstva i ljudskih resursa i Svjetska zdravstvena organizacija preporučuju korištenje antiretrovirusnog liječenja kod svih pacijenata s HIV-om. Zbog složenosti odabira i provedbe režima, mogućnosti razvoja nuspojava, kao i važnosti redovitog uzimanja lijekova za sprječavanje pojave virusne rezistencije, ove organizacije ističu važnost uključivanja pacijenata u izbor terapije i preporučuju analizu rizike i potencijalne koristi.
Svjetska zdravstvena organizacija definirala je zdravlje kao nešto više od odsutnosti bolesti. Iz tog su razloga mnogi istraživači posvetili svoj rad boljem razumijevanju učinaka stigme povezane s HIV-om, prepreka koje ona stvara za intervencije u liječenju i načina na koji se te prepreke mogu zaobići.